# Limnophila hayatae
Limnophila hayatae är en grobladsväxtart som beskrevs av T. Yamazaki. Limnophila hayatae ingår i släktet Limnophila och familjen grobladsväxter. Inga underarter finns listade i Catalogue of Life.